# Gymnostylus
Gymnostylus is een kevergeslacht uit de familie van de boktorren (Cerambycidae). De wetenschappelijke naam van het geslacht werd voor het eerst geldig gepubliceerd in 1916 door Aurivillius.

## Soorten
Gymnostylus omvat de volgende soorten:
- Gymnostylus latifrons Breuning, 1970
- Gymnostylus signatus Aurivillius, 1916